# Марк Попиллий Ленат (консул 173 года до н. э.)
Марк Попиллий Ленат (лат. Marcus Popillius Laenas; II век до н. э.) — римский военачальник и политический деятель из плебейского рода Попиллиев, консул 173 года до н. э., цензор 159 года до н. э.

## Происхождение
Первые упоминания о плебейском роде Попиллиев появляются в источниках в 360-е годы до н. э., сразу после принятия законов Лициния-Секстия, благодаря которым плебеи получили доступ к консулату. Когномен Ленат (Laenas), типичный для Попиллиев, иногда встречается и у представителей других родов; согласно Цицерону, это родовое прозвище происходит от слова laena, обозначавшего мантию фламина, но Ф. Мюнцер предположил, что это скорее номен нелатинского (возможно, этрусского) происхождения, который в Риме превратился в когномен.
Согласно Капитолийским фастам, отец и дед Марка Попиллия носили преномен Публий. О Публии-младшем известно только, что он был легатом в 210 году до н. э. Братьями Марка были Публий (триумвир по выведению колоний в 180 году до н. э.) и Гай, консул 172 и 158 годов до н. э.

## Биография
Первое упоминание Марка Попиллия в источниках относится к 180 году до н. э., когда он был одним из триумвиров, занимавшихся организацией латинской колонии на земле, выделенной городом Пиза (наряду с братом Публием и преторием Квинтом Фабием Бутеоном). В 176 году до н. э. Ленат получил претуру и отказался от управления Сардинией на том основании, что восстание в этой провинцию уже начал усмирять Тиберий Семпроний Гракх. В 174 году до н. э. Марк Попиллий входил в состав посольства в Грецию, целью которого было прекратить гражданскую войну внутри Этолийского союза.
По возвращении с Балкан Марк Попиллий был избран консулом на 173 год до н. э. Вместе со своим коллегой, патрицием Луцием Постумием Альбином, он провёл Цветочные игры, которые начиная с этого момента стали ежегодными. Провинцией для обоих консулов была назначена Лигурия, но военные действия вёл только Ленат, так как Альбин был занят разграничением земель в Кампании. Ленат разбил племя стателлатов, а когда оно капитулировало, обошёлся с ним очень сурово: продал всех сдавшихся в рабство (10 тысяч человек), а их город разрушил. Тит Ливий пишет, что сенаторам, узнавшим об этих событиях из письма консула, оглашённого претором Авлом Атилием Серраном, «эта расправа показалась ужасной». Они приказали Марку Попиллию освободить лигуров и вернуть им всё имущество, но тот не подчинился этому приказу. Он самовольно приехал в Рим, наложил на Серрана штраф, а от сената потребовал утвердить его распоряжения и назначить благодарственное молебствие. Получив отказ, Ленат вернулся в провинцию, где из-за его жестокости начались новые восстания.
Из-за этих событий в следующем году, несмотря на угрозу войны с Македонией, сенат снова назначил Лигурию провинцией для обоих консулов, но магистраты (одним из консулов был брат Марка Попиллия Гай) отказались туда ехать. Марк с полномочиями проконсула продолжал войну и в одном из сражений перебил 6 тысяч стателлатов, после чего восстание только усилилось. Наконец, сенаторы приняли закон о расследовании событий в Лигурии и наказании виновника и заявили, что, если проконсул не прибудет в Рим, то будет осуждён заочно. Только после этого Марк Попиллий сдал командование. Лигуры получили свободу и земли за Падом, а Ленат предстал перед судом. «Из уважения к отсутствующему консулу и уступая мольбам семьи Попиллиев», претор отложил очередное заседание до конца срока своих полномочий, что фактически означало прекращение дела.
Во время начавшейся вскоре Третьей Македонской войны Марк Попиллий был легатом в войске Квинта Марция Филиппа (169 год до н. э.). Известно, что с отрядом в тысячу воинов он зимовал в городе Амбракия в Этолии. Его карьеру увенчала цензура 159 года до н. э., коллегой по которой стал патриций Публий Корнелий Сципион Назика Коркул. Цензоры приказали уничтожить статуи, «которые из честолюбия некоторые ставили себе на Форуме» без одобрения Сената и народного собрания. Авл Геллий рассказывает характерную историю о Назике и Ленате. Проводя перепись всадников, цензоры увидели крайне тощего и неухоженного коня, на котором сидел дородный хозяин, и спросили у последнего: «Почему получается так, что ты более ухожен, чем конь?» Тот ответил: «Потому, что о себе забочусь я сам, а о коне — Стаций, негодный раб». Назика и Ленат сочли такой ответ «недостаточно почтительным» и перевели всадника в низшую категорию римских граждан — эрарии.

## Потомки
Сын Марка Попиллия того же имени был консулом в 139 году до н. э.